# World Press Photo

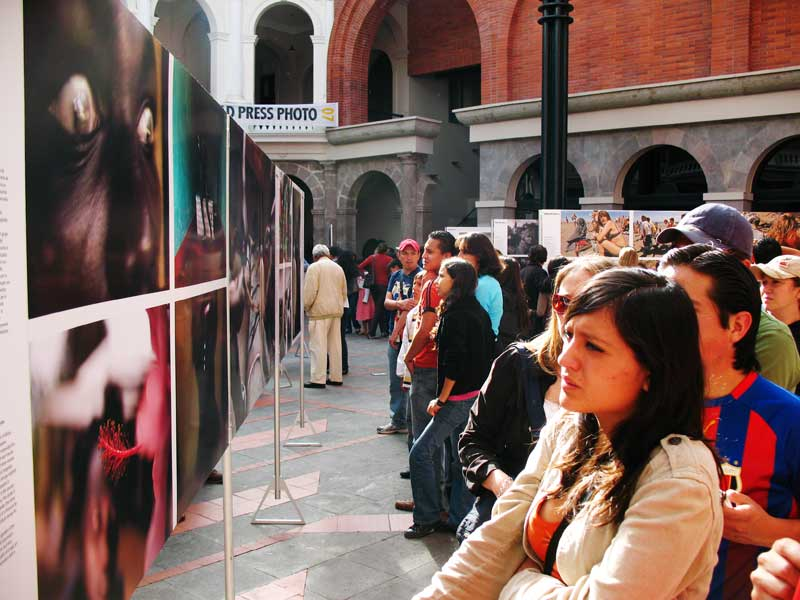
Виставка 2007 року

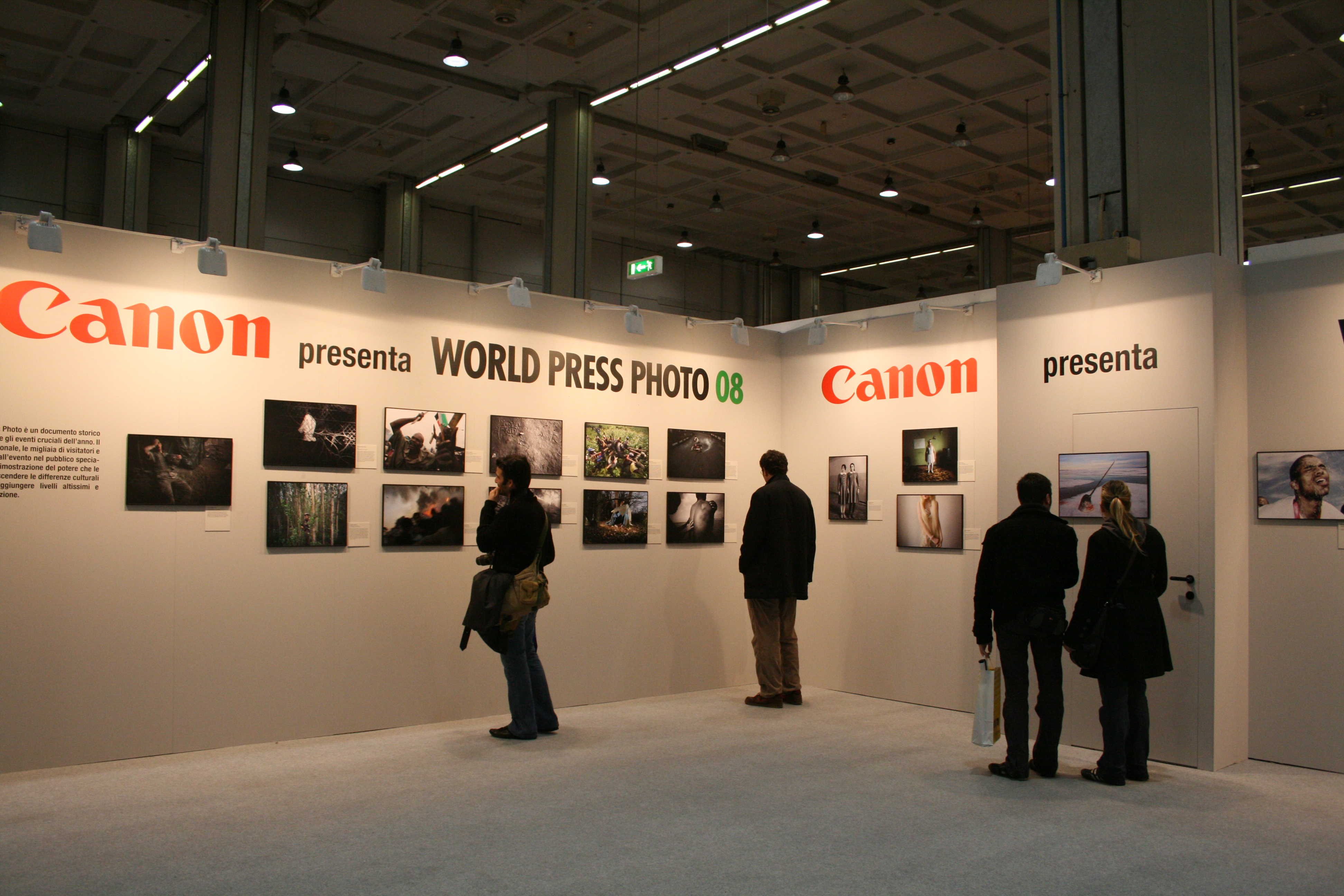
Виставка 2008 року в Мілані

World Press Photo — незалежна, некомерційна організація, штаб-квартира якої знаходиться в Амстердамі (Нідерланди). Заснована в 1955 році. Організація займається проведенням найбільшої і найпрестижнішої щорічної премії в галузі фотожурналістики. Церемонія нагородження проходить в Oude Kerk («Стара Церква») в Амстердамі. Після конкурсу фотографії переможців представляють на виставці, яку щорічно відвідує понад два мільйона людей у 45 країнах. Щорічна книга з усіма фотографіями переможців публікується декількома мовами.
Крім вибору Фотографії року (World Press Photo року), конкурс проводиться також в наступних категоріях:
- Гарячі новини
- Події
- Люди в новинах
- Спорт
- Проблеми сучасності
- Повсякденне життя
- Портрети
- Мистецтво та розваги
- Природа

Ще однією важливою метою організації є підтримка професійної прес-фотографії на міжнародному рівні для того, щоб стимулювати зміни в фотожурналістиці, підтримати передачу знань, виявити високі професійні стандарти і сприяти вільному та необмеженому обміну інформацією. Для цього організується ряд освітніх проектів по всьому світу: семінари, практичні заняття та щорічний Joop Swart Masterclass.